# Israel Gohberg
Israel Gohberg   (Tarútine, 23 d'agost de 1928 - Ra'anana i Kfar Saba, 12 d'octubre de 2009) va ser un matemàtic jueu nascut a Bessaràbia.

## Vida
Gohberg va néixer a Tarutino a la regió de Bessaràbia, en aquella época Regne de Romania i avui de sobirania ucraïnesa. El seu pare era un petit empresari jueu que regentava una impremta. El 1940, quan la regió va caure en mans de la Unió Soviètica, el seu pare va ser acusat de "capitalista explotador", deportat i va desaparèixer al gulag, mentre la seva mare, amb ell i la seva germana, van haver de marxar per la Segona Guerra Mundial, anant a Frunze (actual Bixkek, capital del Kirguizstan), on va ser escolaritzat, amb grans esforços econòmics de la seva mare, llevadora a un hospital. El 1946 va iniciar estudis superiors a l'Institut Pedagògic de Bixkek, però els va deixar el 1948, per estudiar matemàtiques a la seva terra de naixement. Es va matricular a la universitat de Kishinev (actualment Chișinău, Moldàvia), en la qual es va graduar el 1951. El 1950, però, havia visitat Mark Krein a Odessa i en va esdevenir estret col·laborador i amic durant més de vint anys.
L'antisemitisme imperant els darrers anys de l'estalinisme va impedir que es pogués matricular de doctorat a cap universitat soviètica, malgrat tots els seus intents. Els anys següents va ser professor de secundària a les localitats moldaves de Ungheni i de Soroki, mentre preparava pel seu compte la tesi doctoral que va defensar amb èxit el 1954 a la universitat de Leningrad com alumne extern. Després d'uns anys com professor de l'Institut Pedagògic de Bălți, el 1959, un cop acabat l'estalinisme, va ser contractat per l'Institut de Matemàtiques de l'Acadèmia de Ciències de l'RSS de Moldàvia.
El 1974, quan ja era un matemàtic reconegut mundialment, va deixar la Unió Soviètica, amb la seva mare, la seva esposa i dues filles, per emigrar a Israel i ser professor titular de la universitat de Tel-Aviv i, a temps parcial, de l'Institut Weizmann. Va ser catedràtic d'anàlisi matemàtica fins a la seva jubilació el 1998, acceptant també altres posicions docents parcials a la universitat Lliure d'Amsterdam, a la universitat de Maryland, a la universitat de Calgary i altres universitats europees i americanes.
Va morir a Tel-Aviv l'octubre del 2009.

## Obra
L'obra de Gohberg és ingent: més de 500 publicacions científiques i més de 26 monografies, moltes de les quals han esdevingut llibres clàssics en el seu camp, va ser fundador i editor d'una revista científica i d'una sèrie de llibres sobre teoria d'operadors i va dirigir més de 40 tesis doctorals.
En el camp, proper a l'enginyeria, de la teoria de control va fer aportacions molt influents com el mètode de l'estat-espai o la fórmula de Gohberg-Semencul.
En el camp de les matemàtiques pures, les seves aportacions en àlgebra lineal, equacions integrals i teoria d'operadors van ser tan profundes que encara inspiren avui la recerca de molts matemàtics.